# Estación Bovril
Bovril es una estación de ferrocarril ubicada en la localidad del mismo nombre del Departamento La Paz en la Provincia de Entre Ríos, República Argentina.

## Servicios
Se encuentra precedida por el Apeadero Km 160 (Sir Leonard) y le sigue el Apeadero Primer Congreso.